# Milliarcosecondo
Un milliarcosecondo (mas) è un'unità di misura per angoli, pari a un millesimo di secondo d'arco.
Non è un'unità di misura ufficialmente riconosciuta dal Sistema Internazionale (SI), ma è menzionata nella brochure e viene considerata una unità non standard accettata.

## Utilizzi
Viene utilizzata in astronomia per misurare il potere risolutivo dei telescopi più potenti o per descrivere il moto proprio di stelle o galassie. Per dare un'idea, un astronauta sulla Luna, visto dalla Terra, apparirebbe con una dimensione angolare di circa un milliarcosecondo. L'occhio umano ha mediamente un potere risolutivo attorno al primo d'arco, il che rende un milliarcosecondo sessantamila volte più piccolo del dettaglio minimo che può essere visto a nudo.
Per raggiungere queste risoluzioni, gli astronomi utilizzano una tecnica detta interferometria, in cui segnali provenienti da strumenti diversi e ben separati sono combinati a formare un'unica immagine, la cui risoluzione è equivalente a quella di un singolo strumento grande quanto la distanza tra i singoli telescopi utilizzati. Nel caso di osservazioni nell'ottico e nell'infrarosso, è possibile avvicinarsi al milliarcosecondo utilizzando telescopi distanti alcune decine o centinaia di metri l'uno dall'altro. Nelle onde radio, la tecnica dell'interferometria a lunghissima base (VLBI) permette di combinare segnali di radiotelescopi posti anche su continenti diversi, raggiungendo risoluzioni anche migliori del milliarcosecondo.
Raggiungere risoluzioni così alte con telescopi ottici o infrarossi non è affatto facile. Solo i più grandi telescopi oggi esistenti possono riuscirci, in condizioni eccezionalmente favorevoli, per mezzo di sofisticati sistemi di ottica adattiva per ovviare ai problemi introdotti dall'atmosfera terrestre.
Il satellite Hipparcos, studiato appositamente per l'astrometria di precisione, ha raggiunto precisioni dell'ordine del milliarcosecondo e ha permesso di compilare il catalogo stellare più preciso oggi esistente.